# Hope (Neuseeland)
Hope ist eine Ortschaft im Tasman District auf der Südinsel Neuseelands.

## Namensherkunft
Der Ort wurde von den deutschen Siedlern nach dem Geldgeber der Besiedelung, dem Grafen Kuno zu Rantzau-Breitenburg, „Ranzau“ benannt. Später wurde der Ort, nach Jane Hope, eine Enkelin des Duke of Hamilton, der hier Ländereien erwarb, in Hope umbenannt.

## Geographie
Die Ortschaft liegt im Schwemmland des Waimea River am New Zealand State Highway 6 etwa 3 km südwestlich von Richmond und 21 km südwestlich Nelson. Nachbarorte sind Richmond im Nordosten und Brightwater 6,5 km südöstlich. Zwischen Hope und Richmond zweigt der New Zealand State Highway 60 Richtung Motueka und Collingwood nach Norden ab.

## Geschichte
Der Ort geht auf eine durch den Grafen Kuno zu Rantzau-Breitenburg finanzierte Besiedlung, die unter der New Zealand Company durchgeführt wurde, zurück. Die deutschen Siedler kamen 1843 mit dem Schiff Skjold nach Neuseeland. Auf dem Friedhof der St John's Church sind Grabstein jener Zeit zu finden, wie auch Straßennamen in dem Ort, wie die Ranzau Road, die auf die Geschichte der deutschen Siedler verweist.

## Sehenswürdigkeit
Vom New Zealand Historic Places Trust ist das Haus 16 Aniseed Valley Road als Baudenkmal registriert.